# 雫石町立御所小学校
雫石町立御所小学校（しずくいしちょうりつごしょしょうがっこう）は、岩手県岩手郡雫石町にある公立小学校である。

## 概要
- 本校は、大村・南畑・安庭の3小学校を統合し、2017年（平成29年）4月に開校した小学校である。なお、校舎は、安庭小学校の校舎（2008年（平成20年）完成）を継続使用する。主な進学先は、雫石中学校。

## 所在地
- 岩手県岩手郡雫石町西安庭第41地割152番1号

## 沿革
- 2017年（平成29年）
  - 4月1日 - 開校。
  - 4月6日 - 最初の始業式挙行。
  - 4月7日 - 開校式と第1回入学式挙行。
  - 4月10日 - 学校給食開始。
- 2018年（平成30年）
  - 3月15日 - 最初の修了式挙行。
  - 3月16日 - 第1回卒業式挙行。
  - 3月23日 - 最初の離任式挙行。

## 学区
- 南畑・鶯宿・西安庭（御神明小学校に属する区域を除く）

## アクセス
- JR田沢湖線（秋田新幹線）雫石駅から、車で約5.5km・約10分。
- 東北自動車道盛岡ICから、約14.7km・約17分。
- JR・IGR盛岡駅から車で約20km・約30分。

## 周辺
- 岩手県道172号盛岡鶯宿温泉線
- 岩手県道・秋田県道1号盛岡横手線
- 御所湖
- 御所診療所
- 御所郵便局
- 社会福祉法人のぞみ会御所保育園 - 進学前保育園のひとつ
- ローソン雫石でんく店
- 総合衣料ほそかわ（学校指定体育着販売店）
- 岩手県警盛岡西警察署御所駐在所
- 御所防災ダム管理事務所
- エーコープ東北 Aコープごしょ店
- 新岩手農業協同組合生産資材倉庫事務所
- 盛岡森林管理所御所森林事務所